# Nisi Shawl
 Nisi Shawl (nacida en 1955) es una escritora, editora y periodista afroamericana. Es conocida como autora de cuentos cortos de ciencia ficción y fantasía, que enseñan cómo la ficción fantástica podría reflejar la diversidad del mundo real de género, orientación sexual, raza, colonialismo, capacidad física, edad y otros factores socioculturales.

## Escribiendo al otro, cuentos y premios/membresías
Shawl es coautora (junto con Cynthia Ward) de Writing the Other: Bridging Cultural Differences for Success Fiction, un manual de escritura creativa derivado del taller de autores del mismo nombre, en el que los participantes exploran técnicas para ayudarlos a crear personajes creíbles. fuera de su propia experiencia cultural. La revisora Genevieve Williams de la revista de ficción especulativa Strange Horizons resumió esta guía: "Las prácticas defendidas y los conceptos presentados en Escribiendo al otro pueden parecer para salir del paso para algunos, pero seguirlos ayudará a garantizar que un autor dedique algo más que palabras a la diversidad y sea considerado sobre la creación y el desarrollo de sociedades, culturas y personajes (que todos deberíamos poder hacer de todos modos). Mucho de lo que defienden Shawl y Ward son, simplemente, buenas prácticas: evitar clichés, personajes planos, efectos no deseados y otras características de la escritura perezosa".
Los cuentos de Shawl han aparecido en Science Fiction de Asimov, Infinite Matrix, Strange Horizons, Semiotext(e) y muchas otras revistas y antologías. Brian Charles Clark, del sitio de reseñas de ficción Curled Up With a Good Book, elogió su colección debut, Filter House (2008), que reunió 11 obras de ficción cortas publicadas previamente y tres originales, diciendo que: "El agudo sentido de Shawl de la justicia y su firme anticolonialismo siempre cabalgan justo debajo de la superficie de sus historias. Nunca didáctico, Shawl posee el don de un verdadero narrador: la capacidad de dejar que la urdimbre y la trama y los personajes hagan su trabajo moral por ellos".
Shawl es miembro de Science Fiction and Fantasy Writers of America y se graduó en 1992 en el Clarion West Writers Workshop (escuela de escritores de ciencia ficción y fantasía en Seattle). Es miembro de la junta directiva del Clarion West y uno de los fundadores de la Carl Brandon Society (comunidad o fandom de aficionados a la ciencia ficción, la fantasía y el terror, dirigida especialmente a la gente considerada de color en Estados Unidos). Sus historias han sido preseleccionadas para el premio Theodore Sturgeon, el premio Gaylactic Spectrum y el premio Parallax de la Sociedad Carl Brandon, y Writing the Other recibió una mención especial para el premio James Tiptree Jr. En 2008, ganaron el premio James Tiptree, Jr. por Filter House, que también fue preseleccionado para un World Fantasy Award. En 2009, su novela Good Boy también fue nominada a un World Fantasy Award. Su novela Everfair de 2016 fue nominada a un premio Nebula .

## Everfair
La primera novela de Shawl, neovictoriana, ambientada en el Congo-Belga y  steampunk Everfair, fue lanzada en septiembre de 2016 por Tor Books, con una ilustración de portada del galardonado artista de Hong Kong Victo Ngai.
Everfair es una historia alternativa del Congo africano, Europa y los Estados Unidos, durante finales del siglo XIX y principios del XX, donde el punto de inflexión de la ciencia ficción de Shawl es que "las poblaciones nativas (del Congo) habían conocido la tecnología del vapor un poco antes". Su novela imagina que los socialistas fabianos británicos se asocian con misioneros cristianos afroamericanos para comprar tierras en la cuenca del Congo a Leopoldo II de Bélgica, creando así una nueva nación especulativa en su versión de la historia, donde los ciudadanos podrían experimentar con las libertades de las que carecían en sus países de origen, así como beneficiarse de esta tecnología clave de la revolución industrial, la de las máquinas de vapor .

## Contribuciones a la ficción especulativa femenina, multicultural y global
En 2009, Shawl donó su archivo al departamento de Libros Raros y Colecciones Especiales de la Universidad del Norte de Illinois . 
En 2011, se reconoció su largo trabajo en la ficción especulativa de mujeres, cuando Shawl fue seleccionada como invitada de honor en la WisCon 35 (convención de ciencia ficción feminista de Wisconsin). En 2015, reconocida como uno de los maestros y mentores dentro de la comunidad de ficción especulativa sobre cuestiones pedagógicas de diversidad, actuó como oradora invitada en "Black to the Future: una incubadora de la imaginación para artistas de ficción especulativa multicultural, académicos y escritores creativos, en la Universidad de Princeton (celebrado el 14 de septiembre de 2015) y en el simposio "Creating Futures Rooted in Wonder" de cuentos de hadas, ciencia ficción y narradores indígenas y académicos, en la Universidad de Hawái (que se llevó a cabo del 16 al 19 de septiembre de 2015), donde participó en lecturas de autores con isleños del Pacífico, hawaianos nativos y otros escritores indígenas, y también dirigieron talleres de escritura creativa.
La novela Everfair de Shawl se une al creciente movimiento de la ficción especulativa internacional de escritores de color, incluidos los esfuerzos editoriales de Jaymee Goh de Malasia y Joyce Chng de Singapur (autores-antólogos detrás de la colección de 2015 de steampunk del sudeste asiático publicada en inglés, The Sea is Ours : Tales of Steampunk en el sudeste asiático ), para reutilizar el tropo de ciencia ficción de la historia alternativa de maneras críticas que ponen en primer plano los problemas del colonialismo, la globalización y la cultura.

## Antologías de ciencia ficción afrofuturista y feminista
Shawl ha editado varias antologías de ficción especulativa, especialmente colecciones de cuentos afrofuturistas, feministas/ LGBT y ficción especulativa por autores de color, incluidos homenajes recientes a los novelistas pioneros negros/queer de ciencia ficción Samuel R. Delany y Octavia E. Butler : Stories for Chip: A Tribute to Samuel R. Delany (2015), coeditado con Bill Campbell, y Strange Matings: Science Fiction, Feminism, African American Voices, and Octavia E. Butler (2015), coeditado por Rebecca J. Holden. El trabajo de antología de Shawl ha sido parte de su larga participación dentro de las comunidades de escritores de ciencia ficción tanto feminista como afroamericana, evidenciada en su edición de WisCon Chronicles vol. 5: Escritura e identidad racial (2011, generada a partir de la convención de ciencia ficción feminista -Wiscon- más antigua de Estados Unidos); así como en la publicación de sus historias dentro de los experimentos literarios de escritoras de ciencia ficción, como Talking Back: Epistolary Fantasies (2006, de la editorial feminista de ciencia ficción Aqueduct Press ) y dentro de las colecciones de ficción especulativa afroamericana, en particular la innovadora Dark matter : un siglo de ficción especulativa de la diáspora africana (2000).

## Vida personal e influencias
Shawl nació en Kalamazoo, Míchigan . Comenzó a asistir al Colegio Residencial de la Facultad de Literatura, Ciencias y Artes de la Universidad de Michigan en 1971 a la edad de 16 años, pero no se graduó. Viven en Seattle, Washington, donde reseñan libros para el Seattle Times como colaboradora independiente. Shawl es bisexual y usa pronombres ellos/ellos. Afirmó en 2018 que se identifica cada vez más como de género fluido.
Entre quienes han influido en su obra, han nombrado a los escritores Colette, Monique Wittig y Raymond Chandler ; así como los autores de ficción especulativa Gwyneth Jones, Suzy McKee Charnas, Joanna Russ, Samuel R. Delany, Howard Waldrop y Eileen Gunn.